# Веттерцойбе
Веттерцойбе (нем. Wetterzeube) — община в Германии, в земле Саксония-Анхальт. 
Входит в состав района Бургенланд. Подчиняется управлению Дройсигер-Цайтцер Форст.  Население составляет 1922 человека (на 31 декабря 2010 года). Занимает площадь 14,08 км².